# Calle General Ricardos
A Calle General Ricardos Madrid egyik legfontosabb főútvonala a Toledo híd déli végétől felső-Carabanchelig. Nevét a Barbastróban született nagy felvilágosult Antonio Ricardos tábornokról kapta.

## Helye
A Calle General Ricardos ma, kissé lerövidült szakaszon Madrid Centro alatt a Toledo híd déli oldalától felső-Carabanchelig fut. Eredetileg a madridi Plaza Mayortól (a városházának is helyet adó Főtér) ezen a vonalon futó útnak közös neve volt, de a felső, Toledo hídig futó szakasz ma már Toledo út névre hallgat.
Ez az eredeti út ma kétfelé ágazik, az egyik közvetlenül Toledo felé, ezzel a Ricardos folytatása Illescas városnál találkozik. A Ricardos maga Carabanchel kerületen át, a legfontosabb városon belül útként fut lényegében a Keresztutak parkjáig (Parque de las Cruces), a végpontjától Leganés központjáig, s tovább vagy a Joaquín Turina úton át a La Fortuna negyed, Alcorcón és Extremadura irányába lehet továbbmenni.

## Szerepe
Az út szerepe a XVIII. század végétől, XIX. századtól kezdett kialakulni. Korábban Felső- és Alsó Carabanchel vidékén szórványos telkek voltak, ám Fuenlabrada felől lassan-lassan beindult az útvonalon olyan szinten, hogy a XIX. század végén rövid ideig még lóvasutat és érdemes volt üzemeltetni (tres céntimos, azaz 3 céntimo volt a legdrágább jegy).
Ezután a XIX. század végén, XX. század elején a környékre előkelő családok és néhány nagyobb tőkés érkezett és olyan kereskedelmi és adminisztratív központokat hoztak létre, mint az Oporto, a Puerta Bonita és mindenekelőtt a Vista Alegre (Vistalegre), melybe több intézmény, többek között a Védelmi Minisztérium is költözött, így, bár a francói csapatok teljesem tönkretették az utat, hiszen jórészt épp ezen érkeztek Extremadura felől, Carabanchel megnövekedett jelentősége indokolta az újjáépítést és a folyamatos modernizálást. Az Európai Unió létrejöttével az út szerepe már a Portugália és Extremadura felől érkező forgalom szempontjából is nagyobb.

## R-5
A Calle General Ricardos egy nagy jelentőségű városi főút. Éppen ezért nagyon fontos, hogy milyen kapcsolata van az autópályákkal.
A Ricardos főút meghosszabbítása Leganés felé az Alto- (vagyis Felső-Carabanchel) út, M-421. Ez az út az R-5, azaz a Madridból sugárirányban az Európai 90-es útra futó Radial-5 autópályára ("autopista") kapcsolódik. 